# Sutrio
Sutrio is een gemeente in de Italiaanse provincie Udine (regio Friuli-Venezia Giulia) en telt 1392 inwoners (31-12-2004). De oppervlakte bedraagt 21,1 km², de bevolkingsdichtheid is 66 inwoners per km².
De volgende frazioni maken deel uit van de gemeente: Nojaris, Priola.

## Demografie
Sutrio telt ongeveer 583 huishoudens. Het aantal inwoners daalde in de periode 1991-2001 met 2,5% volgens cijfers uit de tienjaarlijkse volkstellingen van ISTAT.
| Jaar | Inwoneraantal |
| ---- | ------------- |
| 1991 | 1428          |
| 2001 | 1392          |

## Geografie
De gemeente ligt op ongeveer 565 m boven zeeniveau.
Sutrio grenst aan de volgende gemeenten: Arta Terme, Cercivento, Lauco, Ovaro, Paluzza, Ravascletto, Zuglio.